# Đuro Blažeka
Đuro Blažeka (* 8. duben 1968, Prelog) je chorvatský lingvista, lexikograf, pedagog a kajkavský odborník.
V roce 1998 napsal magisterský titul Govor Preloga (Nářečí v Prelogu). V roce 2004 obdržel doktorát s dizertační prací Govori Međimurja (Mezimuřsky nářečí). Krátce studoval v Salcburku v Rakousku. V roce 1998 se stal učitelem na Pedagogické fakultě v Čakovcu. Od 1. října 2006 do 11. listopadu 2009 byl děkanem na vysoké škole pedagogické v Záhřebu.
Đuro Blažeka publikuje knihy a články o kajkavských dialektech (Mezimuři, Dravska nizija).

## Dílo
- S. Belović–Đ. Blažeka: Rječnik govora Svetog Đurđa (Rječnik ludbreške Podravine), Sveučilište u Zagrebu Učiteljski fakultet ISBN 978-953-7210-19-9